# 查令十字站 (倫敦地鐵)
查令十字地铁站（英語：Charing Cross tube station），有時被非正式地簡稱為，是一個位於西敏市查令十字的倫敦地鐵車站，入口位於特拉法加廣場以及河岸街。此站由北線及貝克盧線提供服務，同時亦在查令十字車站提供轉乘英國全國鐵路網絡。北線車站位於查令十字支線的堤岸站和萊斯特廣場站之間，而貝克盧線則位於堤岸站以及皮卡迪利圓環站之間。車站位於倫敦第1收費區。車站還於1979年至1999年之間設有銀禧線列車服務，作為該線當時的南端總站。
倫敦地鐵絕大部分時間稱為「查令十字」的地鐵站並不是此站而是鄰站，現時名為堤岸站。

## 歷史

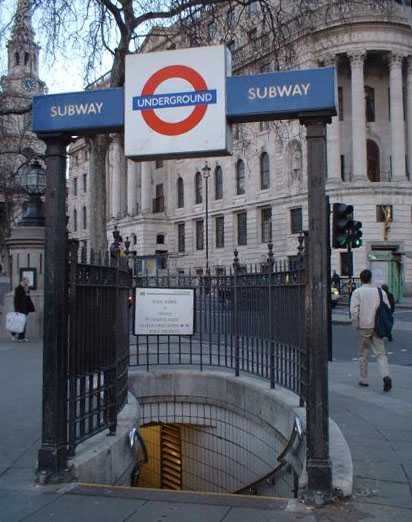
查令十字站一座設於特拉法加廣場的入口

### 早期歷史

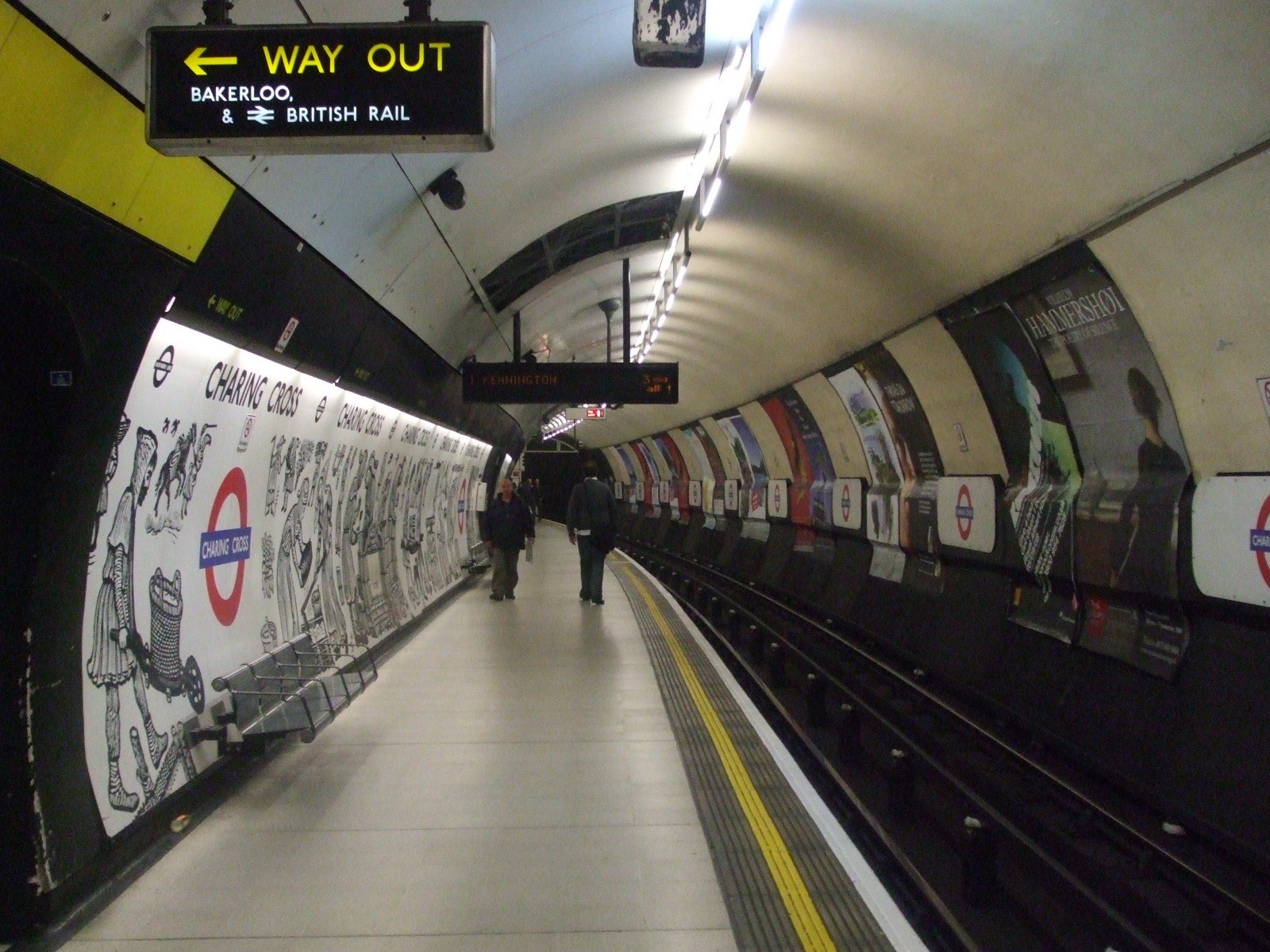
北線查令十字站南行月台北望

此站的北線及貝克盧線部分原先為兩個分離的車站，直至現時已經廢棄的銀禧線月台啟用後才合併成一站。組成車站在其歷史成亦曾經歷一系列的名稱轉換。
車站複合的第一部分，貝克盧線月台在1906年3月10日以「特拉法加廣場」名義啟用，由貝克街及滑鐵盧鐵路營運。北線月台於一年後的1907年6月22日以「查令十字」名義啟用，由查令十字、尤斯頓及漢普斯特德鐵路（現時北線的查令十字支線）營運。當時此站是該鐵路的南端總站，北端總站分別為格德斯綠地站與高門站（現時拱門站）。
雖然兩條路線都由倫敦地下電氣鐵路公司擁有和營運，兩站之間在地下並無任何直接連接或乘客轉乘，轉車乘客需要途經兩部升降機到地面轉乘。為了促進和改善轉乘容量，查令十字、尤斯頓及漢普斯特德鐵路在查令十字主線車站下方短距離延長，以便和貝克街及滑鐵盧鐵路和區域鐵路（另一條倫敦地下電鐵公司路線）並於1914年4月6日通車。

### 改名與連接
貝克街及滑鐵盧鐵路與區域鐵路的轉乘站當時分別稱為「查令十字」（區域鐵路）與「堤岸」（貝克盧及滑鐵盧鐵路）。原先位於查令十字主線北面的查令十字、尤斯頓及漢普斯特德鐵路改名為「查令十字（河岸）」（Charing Cross (Strand)），而南面連接貝克街及滑鐵盧鐵路的車站定名「查令十字（堤岸）」（Charing Cross (Embankment)）。這些名字只維持了很短的時間，1915年5月9日，「查令十字（河岸）」更名為「河岸」，而「查令十字（堤岸）」則直接採用了區域鐵路的名稱「查令十字」。同時，在大北方、皮卡迪利及布朗普頓鐵路的另一個河岸站改名為奧德維奇以免混淆。
北線的河岸站於1973年6月4日關閉，以便興建新的銀禧線月台。新月台位於貝克盧線與北線之間，並將兩線長期缺乏的地下轉乘通道連接在一起。在轉乘站結合前，1974年8月4日「查令十字」改名為「查令十字堤岸」（Charing Cross Embankment）。銀禧線月台與翻新了的北線月台於1979年5月1日啟用。而北線西端支線在1979年改名前被名為「查令十字支線」，但即使所展示的站名改變了，但支線名稱繼續沿用。
|      | 主線     | 區域線       | 北線             | 貝克盧線         | 貝克盧線         | 北線     | 銀禧線   |
| ---- | -------- | ------------ | ---------------- | ---------------- | ---------------- | -------- | -------- |
| 1870 | 查令十字 | 查令十字     |                  |                  |                  |          |          |
| 1906 | 查令十字 | 查令十字     | 堤岸             | 特拉法加廣場     |                  |          |          |
| 1907 | 查令十字 | 查令十字     | 堤岸             | 特拉法加廣場     | 查令十字         |          |          |
| 1914 | 查令十字 | 查令十字     | 查令十字（堤岸） | 查令十字（堤岸） | 查令十字（河岸） |          |          |
| 1915 | 查令十字 | 查令十字     | 查令十字         | 查令十字         | 河岸             |          |          |
| 1973 | 查令十字 | 查令十字     | 查令十字         | 查令十字         | 河岸（關閉）     |          |          |
| 1974 | 查令十字 | 查令十字堤岸 | 查令十字堤岸     | 查令十字堤岸     | 河岸（關閉）     |          |          |
| 1976 | 查令十字 | 堤岸         | 堤岸             | 堤岸             | 河岸（關閉）     |          |          |
| 1979 | 查令十字 | 堤岸         | 堤岸             | 堤岸             | 查令十字         | 查令十字 | 查令十字 |
| 1999 | 查令十字 | 堤岸         | 堤岸             | 堤岸             | 查令十字         | 查令十字 |          |

### 銀禧線月台關閉
雖然查令十字作為銀禧線的南行總站，但路線一直有東延至東南倫敦的劉易舍姆的計劃。因此當時隧道興建至河岸街143號，幾乎到了奧德維奇站。而倫敦東端的碼頭區於1980至1990年代復甦，導致增加了交通基建的需求。最終路線隧道南面由綠園站經西敏、滑鐵盧、倫敦橋設置轉車站，再前往格林尼治半島與斯特拉特福德。
新隧道在綠園站南面分支，在1999年11月20日綠園至滑鐵盧的最終路段通車後，查令十字的銀禧線月台自此關閉。幾年內，前往已關閉月台的扶手電梯仍可透過扶手電梯底部票務廳已關閉的門看見，但窗戶後來已經被封死。
銀禧線月台現時仍作為銀禧線的側線之用，以便列車調頭。隧道延長至月台後的越位軌道，每條越位軌道可各目容納兩班列車。
銀禧線月台和軌道現時仍由倫敦交通局以營運原因繼續維持，同時亦可作為現代地鐵車站拍攝電影和電視劇。在該月台仍在使用時已經用作1987年電影《第四議定書》，而關閉後亦進行大量拍攝，包括電視劇《軍情五處》不同集數、電影《Creep》（2004年）、《28週後》（2007年）、《Ian Stone之死》（2007年）、《007：大破天幕殺機》（2012年）以及亞歷斯·帕克斯的單曲《Cry》的音樂錄影帶。
2006年一度有將碼頭區輕便鐵路由銀行及紀念碑站興建延長線至此月台。中間站奧德維奇站和城市泰晤士連線車站將重新啟用，類似舊的菲利特線。
2010年，該月台的大堂用作倫敦地鐵授權的街頭表演的試鏡。

## 通宵地鐵服務
北線的通宵地鐵服務於2016年11月開展，但並不設停靠查令十字站，直至2017年7月。

## 車站周邊
- 特拉法加廣場
- 國家美術館及國家肖像館
- 南非屋（英语：High Commission of South Africa, London）
- 加拿大屋（英语：Canada House）
- 聖馬田教堂
- 納爾遜紀念柱
- 水師提督門
- 薩伏伊酒店
- 林蔭路
- 白廳
- 科文特花園

## 接駁交通
倫敦巴士6、9、13、15、23、87、139、176路、懷舊路線15H路、夜間路線N9、N13、N15、N21、N26、N44、N87、N155、N199、N343路服務此站。綠線巴士748路也服務此站。